# 米謝爾巴赫河 (貝森巴赫河支流)
49°58′26.67″N 9°15′12.52″E / 49.9740750°N 9.2534778°E

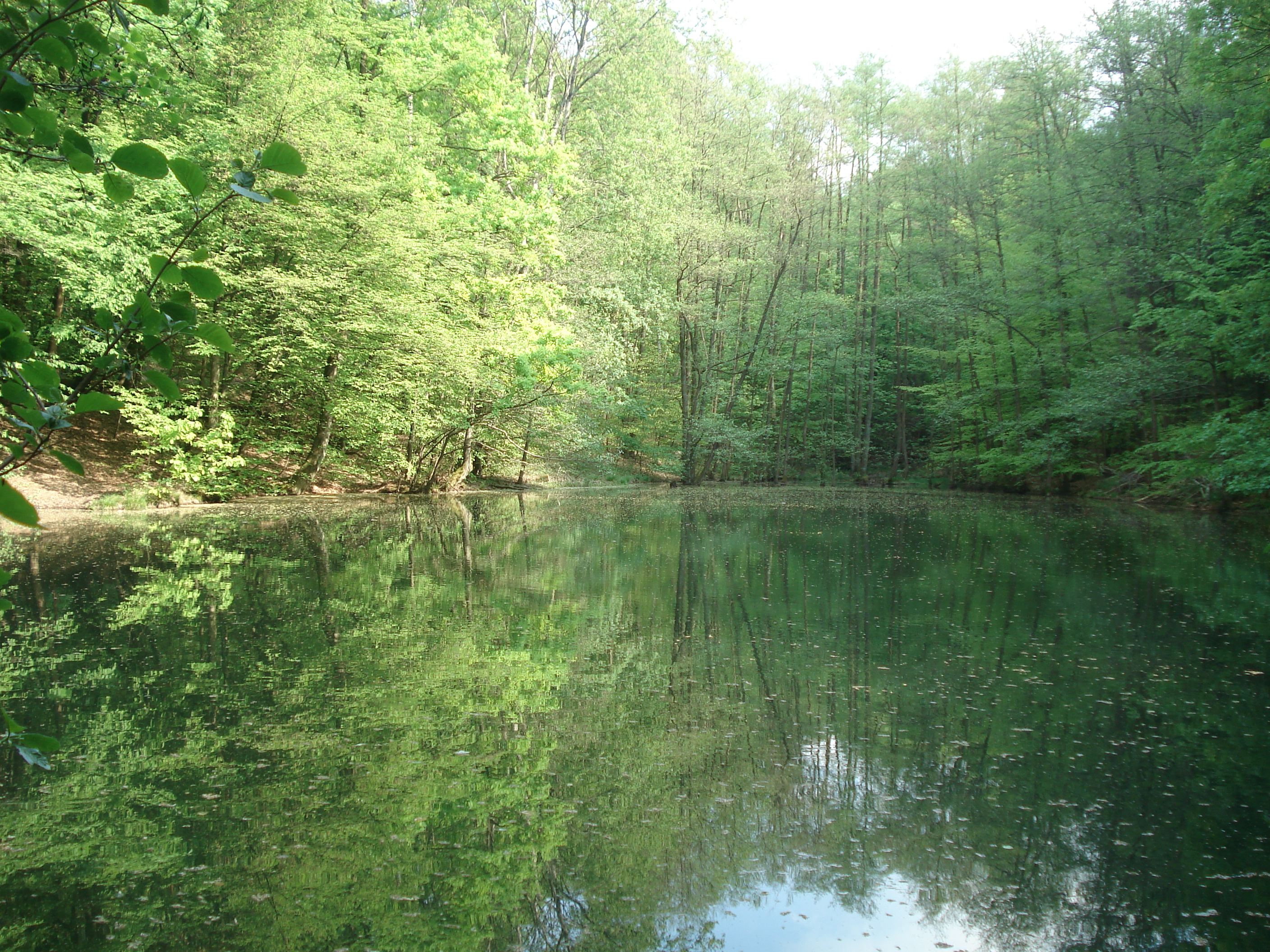
米謝爾巴赫河（貝森巴赫河支流）

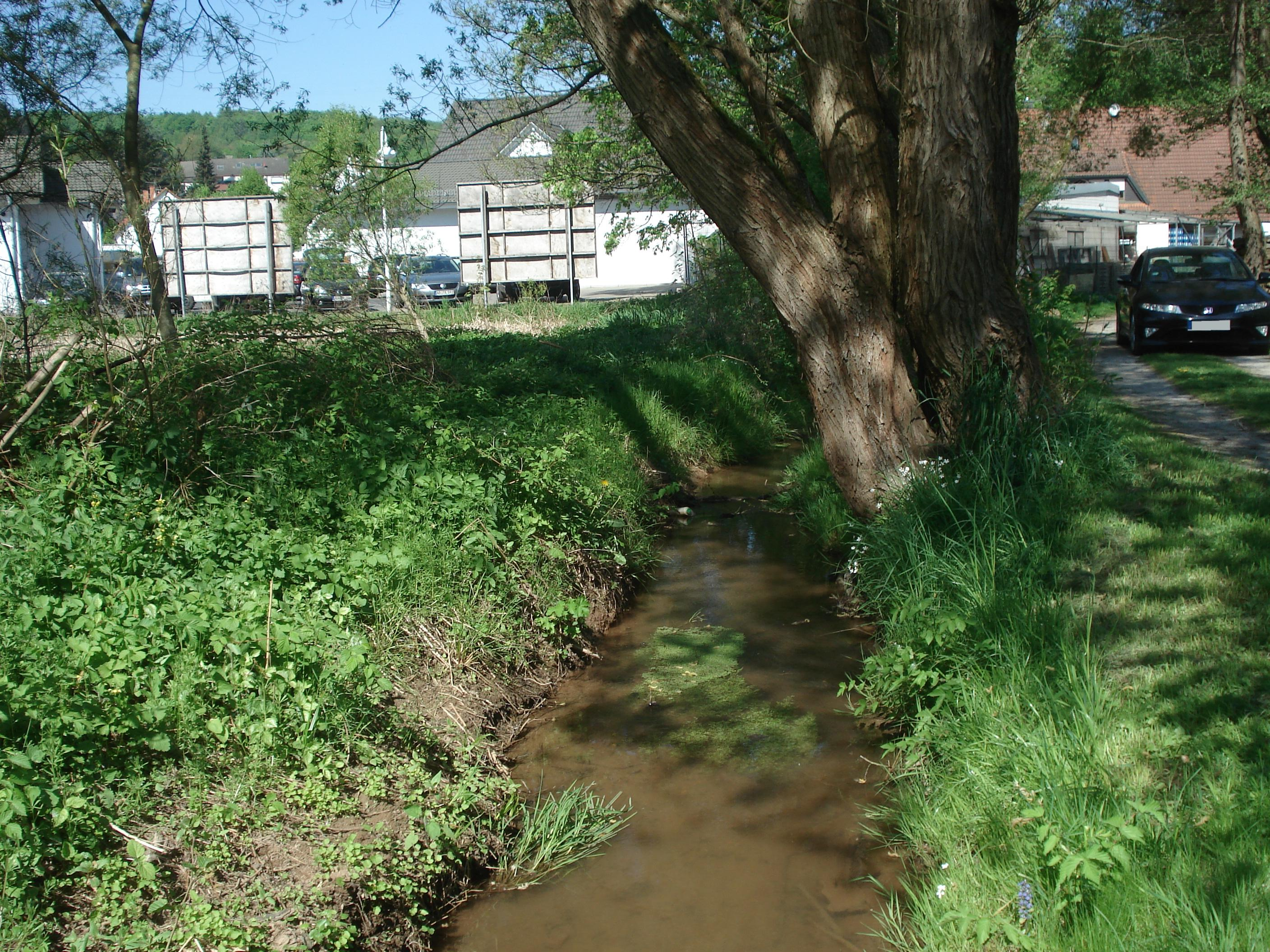
米謝爾巴赫河（貝森巴赫河支流）

米謝爾巴赫河（德語：Michelbach），是德國的河流，位於該國東南部，由巴伐利亞負責管轄，屬於貝森巴赫河的右支流，河道全長3.6公里，流域面積4.9平方公里。